# Daruvar
Daruvar es una ciudad de Croacia en el condado de Bjelovar-Bilogora. Es una ciudad balneario ubicada en la parte oeste de la planicie croata, a los pies de la montaña Papuk y con una tradición vitivinícola de más de 2200 años, a lo largo del fértil río Toplica.

## Geografía
Se encuentra a una altitud de 162 m s. n. m. a 129 km de la capital nacional, Zagreb.

## Demografía
Según la publicación de datos preliminares del censo 2021, el total de población de la ciudad es de 10 159 habitantes, distribuidos en las siguientes localidades (1474 menos que en 2011):
- Daruvar - 7474
- Daruvarski Vinogradi - 187
- Doljani -  655
- Donji Daruvar -  627
- Gornji Daruvar - 347
- Lipovac Majur - 66
- Ljudevit Selo -  218
- Markovac - 71
- Vrbovac - 514

| Gráfica de población de Daruvar 1857-2021                           |
|                                                                     |
| Según los censos de población de la oficina estadística de Croacia. |

## Historia
Se han encontrado hallazgos arqueológicos (Hachas de piedra)correspondientes a la Edad de Piedra. La historia de Daruvar puede rastrearse hasta el siglo IV a. C., cuando los primeros habitantes ocuparon el área cercana a las cálidas fuentes geotérmicas de agua en el actual valle. Tribus celtas - panónicas vivieron aquí volviéndose familiares con los tratamientos con aguas termales, denominados Iassi por los escritores griegos y romanos.
Como aliadas del Imperio romano, las tribus contribuyeron a mantener a las tropas del emperador Augusto durante el sitio de Siscia, la actual ciudad de Sisak, y en el año 35, los Iassi ganaron autonomía local siendo conocidos como Res República Iasorum. Su centro era Aqua Balissae, que significa "poderosos riachuelos". En el año 124, durante el reino de Adriano, el área consiguió autonomía adicional como Municipium Iassorum. Ubicándose entre los ríos Sava y Drava, en los caminos que conectaban Siscia y Mursa (actuales Sisak y Osijek), Salona-Aquincum y Sirmium-Poetovio, era de fácil acceso. Como Adrino, los emperadores Marco Aurelio, Cómodo, Séptimo Severus y Constantino I, todos visitaron el complejo termal de Aqua Balissae, su templo decorado, su foro y su anfiteatro.
En el siglo XI la región se volvió parte de una entidad más poderosa y de rápido crecimiento (Križevci), también políticamente influyente. Como parte de esta región pasó a ser de la arquidiócesis de Zagreb, mencionado por legisladores por primera vez en 1334. Debido a que la ciudad se ubicaba en importantes cruces, había cuatro puntos de comercio en el valle: Četvrtkovac, Dimičkovine, Podborje and Toplice, (toplice = spas in croata). La población en este período se mantuvo exclusivamente católica y permaneció como punto de interés por sus aguas termales.
En los siglos XV y XVI todo cambió con la expansión del imperio otomano, cuando los turcos ocuparon las tierras en 1543. El monasterio de San Ladislao pasó a ser un puesto de defensa turco en cercanía a Krajina, zona militar creada para proteger el imperio Habsburgo al oeste de la ciudad. La gente local huyó de los turcos, los cuales finalmente fueron expulsados en 1699 y el área ahora étnicamente mixto quedó bajo el control de Viena en 1745.
Podborje, Sirač y Pakrac fueron comprados por el conde Antun Janković quien en 1771 renombró Podborje como Daruvar. En 1837 Daruvar fue declarado como ciudad libre por decreto del rey Fernando I. Tierras aún sin ocupar se repoblaron por artesanos, comerciantes y agricultores croatas y también alemanes, húngaros, checos e italianos.
Antes de la Guerra de Croacia, a municipalidad de Daruvar tenía una mayoría étnica croata La misma fue parcialmente ocupada por milicar serbocroatas pero luego pasaron al dominio croata en los meses de noviembre y diciembre de 1991.

## Demografía
De acuerdo al censo del año 2001, la población de la municipalidad de Daruvar era de 13 243. En términos étnicos 58,36% son croatas, 18,91% checos, 14,07% serbios y 1,05% húngaros. En relación con la religión, el 74.5% son católicos, 12.7 % ortodoxos, 10.5 % agnósticos y ateos mientras que el resto son bautistas, calvinistas, islamitas y otros.
La población checa es significativa, teniendo su propio periódico, escuelas, sociedades y clubes. El área completa (Veliki Zdenci, Grubišno Polje, Končanica), es bilingüe, siendo el checo el segundo idioma oficial.
Debido a esta mezcla existen varias festividades étnicas locales celebrando diversos momentos (juventud, cosecha, etc.). La comida refleja un gran rango de sabores, desde baklava y sarma a pimentones rellenos, mlinci, knedlichke y bizcochuelos.

## Spas
Los tratamientos con aguas termales beneficiosos para la salud ya eran conocidos hace más de 2500 años y luego populares en los romanos y la época medieval. En 1772, el dueño del área, Antun Janković, comenzó a construir alrededor de las fuentes termales en su visión del posible futuro del pueblo como centro de curación, vacacional y de recreación nuevamente, lo cual se ha probado en el transcurso del tiempo. Ordenó la construcción de numerosos edificios, muchos de ellos aún funcionales. Después de 1897 la nueva vía férrea brindó nuevos visitantes, y los restaurantes Terasa, Villa Suiza, Villa Arcadia, Spa de lodo con su prominente domo aún son hitos de la ciudad.
Hoy en día, el Daruvarske Toplice (Centro de aguas Termales de Daruvar)es un complejo hospitalario especial para la rehabilitación de pacientes, en conjunto con clínicas de cirugía cosmética (Poliklinica Arkadia). La temperatura del agua de las fuentes termales varía entre 33 y 47 °C con especial efecto benéfico sobre condiciones reumáticas. El parque dentro del complejo de Daruvarske Toplice contiene 65 diferentes tipos de árboles, algunos de hasta 250 años de edad (Ginkgo de China). Otros spas se ubican cerca de Pakrac y Lipik en donde también hay una embotelladora de agua natural.
A poca distancia se encuentra un nuevo centro llamado Aqua Balissae, de instalaciones modernas y amplias, también con aguas temperadas pero de menor temperatura permitiendo natación deportiva.

## Turismo
El área es rica en monumentos. Existen numerosos castillos de la antigua nobleza local como los de Kistalovac, Pavlovina, Sirač, Bagenovać, Dobra Kuća y Stupčanica. Monasterios franciscanos como el de Santa Margarita , Santa Ana, Santos Tres Reyes y la Iglesia de la Santísima Trinidad son testigos de la amplia cultura religiosa.

## Economía
Tanto alemanes que arribaron en el siglo XVIII y checos en el siglo XIX fueron pieza clave en revivir la economía agrícola, plantas de procesamiento de alimentos, cultura y educación. Este desarrollo se aceleró con la conexión férrea a Barcs en Hungría, cuyo importante momento fue observado por el emperador Francisco José en 1897.
Desde 1840 funciona una cervecería que produce más de 250 000 hectolitros anualmente basada en antiguas recetas checas, con Old Bohemian y Staročeško, siendo las marcas más conocidas. Zdenka de Veliki Zdenci es bien conocida por su planta procesadora de leche y queso crema. También existen lagunas de piscicultura cerca de Končanica y se producen vinos de alta calidad del tipo Graševina, Rhin Riesling, Chardonnay y Sauvignon blanc. HFrutas, maíz, trigo, carne y otros productos son destinados al mercado local, nacional e internacional. Dalit, creada en 1905, es una planta procesadora de metal alguna vez una de las mayores de la antigua Yugoslavia se encuentra actualmente en receso. Existen pequeñas imprentas (Daruvarska Tiskara d.d., Logos) y textiles también.

## Misceláneas
La primera escuela se inauguró en 1856. Con el apoyo de la condesa Ljudevita Janković, una escuela para mujeres de abrió en 1866.